# CD Guabirá
Club Deportivo Guabirá – boliwijski klub piłkarski z miasta Montero.

## Historia
Jedyne mistrzostwo Boliwii w 1975 roku pozwoliło drużynie zadebiutować na międzynarodowej arenie w 1976 roku. Początek był udany – w pierwszym meczu zespół Guabiry 14 marca pokonał u siebie wicemistrzów Boliwii Club Bolívar 1:0. Jednak późniejsze 5 porażek sprawiło, że debiut wypadł fatalnie. Bilans pogorszyła do tego strata aż 15 goli, przy jedynie dwóch zdobytych, tym bardziej że przeciwnikami były kluby z Ekwadoru nie najwyżej wówczas notowane.
Ponadto w lidze drużyna zajęła trzecie miejsce, o jedno za nisko, by móc się zrehabilitować w następnej edycji Copa Libertadores. Później zespół regularnie plasował się w okolicach środka tabeli aż do 1984 roku, kiedy nastąpiła degradacja do drugiej ligi.
Kolejna szansa pokazania się na najwyższym szczeblu kontynentalnego futbolu pojawiła się dokładnie 20 lat później, kiedy to Guabirá zdobyła wicemistrzostwo Boliwii. W następnym, 1996 roku, drugi raz zespół zagrał w najważniejszym pucharze Ameryki Południowej, jednak z niewiele lepszym skutkiem. Tym razem obok jedynego zwycięstwa był jeszcze remis, a na 16 straconych goli odpowiedziano siedmioma trafieniami.
W 2008 roku po zajęciu ostatniego miejsca w turniejach otwarcia i zamknięcia (Apertura i Clausura) zespół został zdegradowany do drugiej ligi.